# Vasvár
Vasvár (česky Vašvár německy Eisenburg, slovinsky Železnograd) je město v župě Vas v Maďarsku. Od roku 2013 je hlavním městem okresu Vasvár. V lednu 2014 zde žilo 4 324 obyvatel.

## Poloha
Město leží v nadmořské výšce zhruba 175 – 235 m na jihozápadním okraji Zadunajského středohoří. Severně od města, ve vzdálenosti zhruba 3 km, protéká řeka Rába. Rozloha města je 55,1 km². Župní město Szombathely je od Vasváru vzdáleno asi 30 km severozápadním směrem.

## Doprava
Městem prochází od jihu ze Zalaegerszegu hlavní silnice č. 74. Hned za městem však končí a napojuje se na hlavní silnici č. 8. Městem také prochází železniční trať vedoucí ze Szombathely do Nagykanizsy.

## Historie
Oblast Vasváru byla osídlena již v neolitu. Město bylo odjakživa pro Maďary důležité, neboť bylo centrem oblasti železa. V roce 1242 bylo město zdevastováno při nájezdu Mongolů. Roku 1310 je poničili Němci a později též Turci. V závěru druhé světové války bylo město 31. března 1945 dobyto vojsky 3. ukrajinského frontu. V době socialismu se město nacházelo nedaleko železné opony, a proto se v té době prakticky přestalo rozvíjet.

## Zajímavosti
Nachází se zde římskokatolický kostel Svatého Kříže a muzeum.

## Rodáci
- Imre Németh (* 1955) – ministr
- László Bendefy (1904–1977) – geodet, geolog a historik
- Sándor Jankó (1866–1923) – maďarský lesnický inženýr, profesor

## Galerie

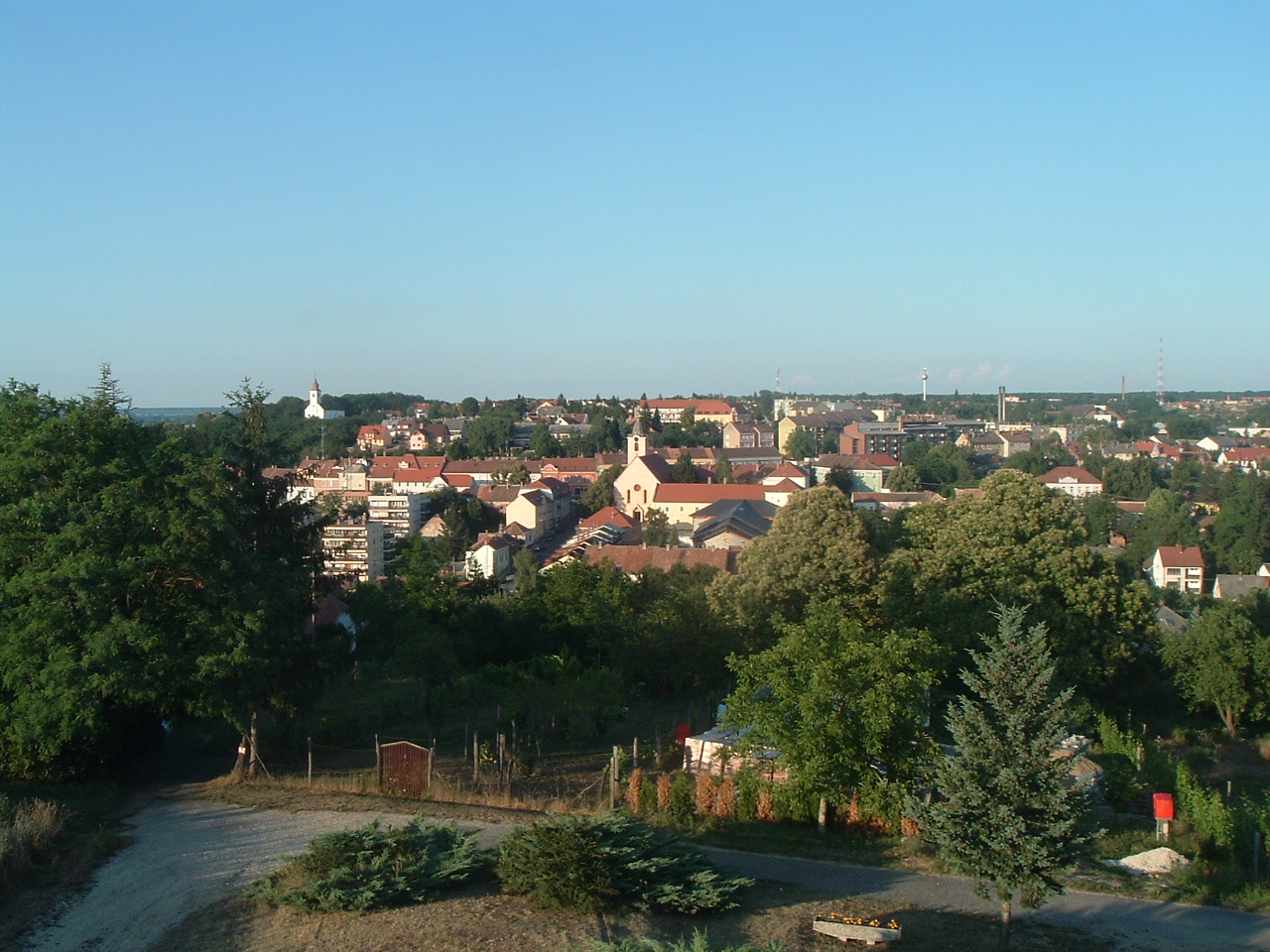
Panorama Vasváru
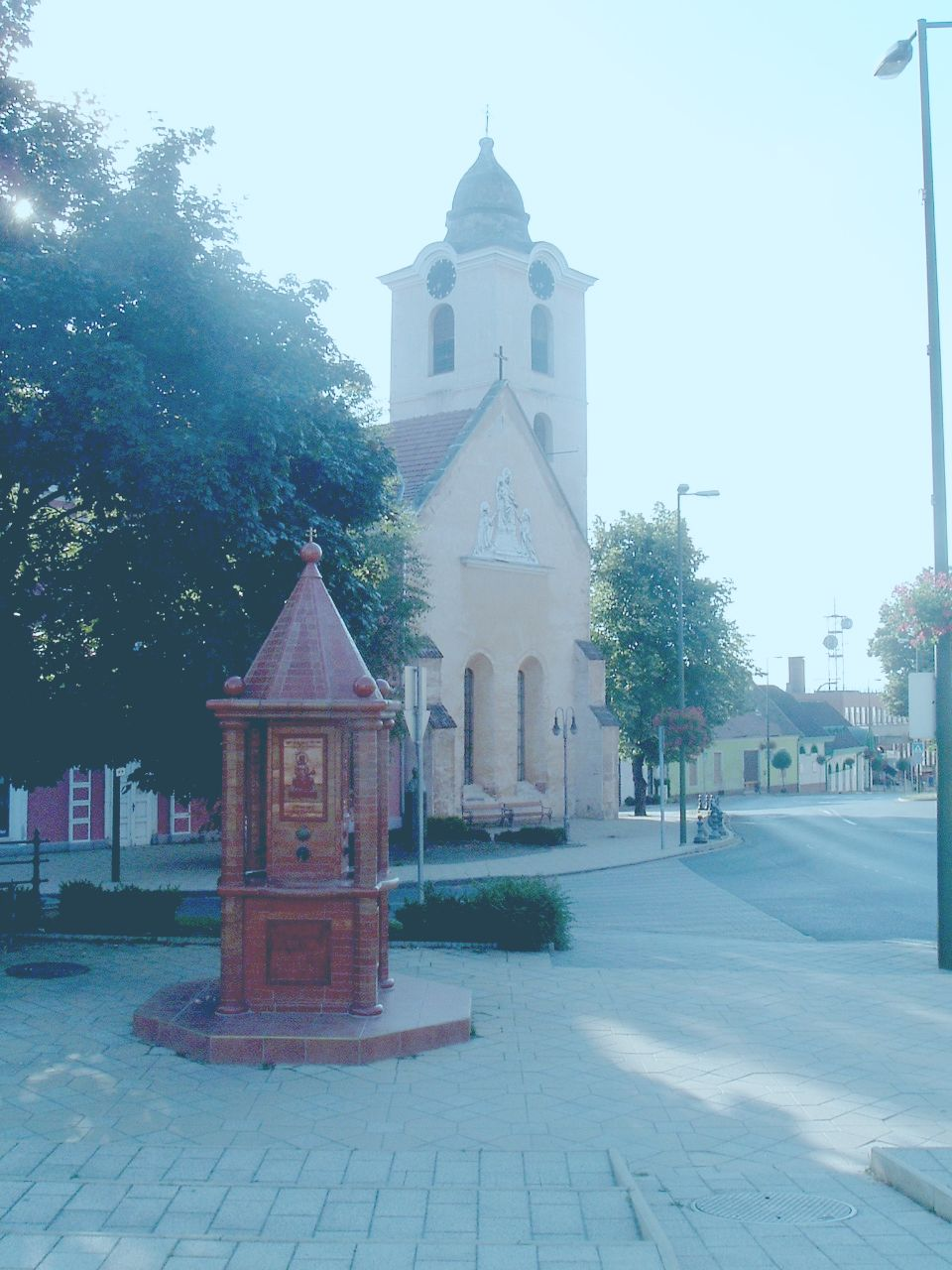
Kostel ve Vasváru